# Бобриков, Александр Павлович
Алекса́ндр Па́влович Бо́бриков (фр. Alexander Bobrikoff; род. 1944, Париж, Франция) — французский волейболист, волейбольный тренер, спортивный функционер, историк, общественный деятель. Тренер женской сборной Франции по волейболу. Бывший хранитель музея лейб-гвардии казачьего Его Величества полка в Курбевуа (с 1988).

## Биография
Александр Бобриков родился в 1944 году в Париже. Происходит из известного рода донских казаков Бобриковых. По собственному утверждению, находится в дальнем родстве с атаманом Всевеликого войска Донского Матвеем Платовым.
Как волейболист выступал за военную и студенческую сборные команды Франции. Тренировал женскую сборную Франции по волейболу. Заместитель технического директора Французской федерации волейбола.
В 1971 году защитил диссертацию по теме «Казаки в 15-17 веках (политика, экономика».
Деятель Национальной организации витязей (НОВ). В 1960-е годы работал инструктором в Суворовском лагере витязей.
Бывший член Объединения лейб-гвардии казачьего Его Величества полка и Гвардейского Объединения (исключен в декабре 2018-го г.), бывший хранитель полкового музея в Курбевуа (с 1988 по 2018 г.) до назначения А. Тизенгаузена.

### Семья
- Дед — Степан Леонидович Бобриков (1874—1931), российский военный, генерал-майор. Управляющий Провальского войскового конного завода (1907—1917). Во время Гражданской войны — интендант Донской армии[1].
- Родители:
  - Отец — Павел Степанович Бобриков (1908—1981), французский экономист, общественный деятель русской эмиграции[1].
  - Мать — Лидия Матвеевна Бобрикова (урождённая Медведева, 1920—2003), французская швея, художница, общественный деятель русской эмиграции[1].
    - Брат — Юрий Павлович Бобриков (1945—1992), общественный деятель русской эмиграции[1].
- Дядя — Лев Степанович Бобриков (1899—1975), участник Белого движения в рядах Донской армии, остался в России после эвакуации Новороссийска (1920 г.), бухгалтер, исполняющий обязанности председателя Союза охотников и рыболовов Азербайджана. С 1922 года жил в Баку.
  - Двоюродный брат — Леонид Львович Бобриков (р. 1940), советский баскетболист. Мастер спорта СССР по баскетболу, член сборной Азербайджана по баскетболу (1957—1969). Сотрудник Министерства внутренних дел Азербайджанской ССР. Член Союза журналистов СССР (с 1984). С 2001 года живёт в Санкт-Петербурге.
- Жена — Франсуаза[2].

## Награды
- Орден Дружбы (27 декабря 2010 года, Россия) — за большой вклад в развитие культурных связей русскоязычной общины с Российской Федерацией, сохранение русского языка и русской культуры[3][2]
- Медаль Пушкина (3 марта 2008 года, Россия) — за большой вклад в укрепление российско-французского сотрудничества в области культуры и образования[4].
- Почётный диплом Правительственной комиссии по делам соотечественников за рубежом в номинации «Культура» (2008 год)[5];